# Ossinodus
Ossinodus is een geslacht van uitgestorven stamtetrapoden. Er zijn fossielen gevonden in de Ducabrook-formatie in Queensland, Australië die teruggaat tot het Midden-Viséen van het Vroeg-Carboon (Mississippien). Het werd oorspronkelijk geplaatst in de familie Whatcheeriidae, maar de afwezigheid van een intertemporaal bot, zoals gesuggereerd door een recente reconstructie van de schedel op basis van fragmentarisch materiaal, kan bewijzen dat het boven alle whatcheeriiden in de stamboom staat.
Het oudst bekende pathologische bot van een tetrapode, een gebroken rechterspaakbeen, is toegewezen aan Ossinodus.

## Geschiedenis en ontdekking
Ossinodus is een van de eerste grote tetrapoden die werd ontdekt uit de tijd die bekend staat als Romer's Gap. In 1996 suggereerde de eerste inspectie van het materiaal een verwantschap met drie mogelijke soorten tetrapoden. Een premaxilla met een slagtand werd oorspronkelijk toegeschreven aan een colosteïde, daarna leek een darmbeen met een postiliacaal uitsteeksel aan te tonen dat het om een anthracosauriër ging of mogelijk een temnospondyle. 
Beschreven door Turner en Warren in 2004, werden alle Ossinodus-botten samen op één locatie ontdekt, variërend in omvang. De teruggevonden overblijfselen werden geacht tot dezelfde soort Ossinodus pueri te behoren vanwege de overeenkomende ornamentering van de dermale schedelbeenderen. De exemplaren werden gevonden in het Drummond Basin van Queensland, Australië, in de Middle Paddock-vindplaats van de Duckabrook-formatie. De geslachtsnaam is afgeleid van het Latijn os, 'bot', en nodus, 'knoop' omdat het zo'n puzzel was de beenderen te interpreteren. De soortaanduiding betekent 'jongens' in het Latijn en verwijst naar de verschillende boys die bij de vondst betrokken waren: Hastins, Cameron en Mitchell Hawkins; Tony en Guy Thulborn; Tim en Angus Hamely; en Byran Currie welke het holotype ontdekte. George Olshevsky meende in 2004 dat het de genitief meervoud puerorum moest zijn omdat het om meerdere mannen ging maar deze emendatie mislukte: sinds 2000 was zo'n aanpassing niet meer verplicht zodat pueri prioriteit had en daarbij is pueri in dit geval niet het genitief enkelvoud maar het nominatief meervoud.
De Middle Paddock-vindplaats, die naar schatting ongeveer 333 miljoen jaar oud is, is representatief voor een ondiep rivier- of meermilieu, een grote watermassa met sedimentaire afzettingen gemaakt van waaiers, klei en carbonaten. De hier gevonden tetrapode overblijfselen dateren uit het Laat-Viséen (Vroeg-Carboon), tegen het einde van Romer's Gap - een gat in het fossielenbestand van tetrapoden. De opgraving begon in 1996 en eindigde in 2004, met als resultaat een uitgebreide collectie niet in verband liggende botten en een halve schedel. De overblijfselen die tijdens de periode zijn gevonden, suggereren dat terrestrische tetrapoden eerst Gondwana bewoonden en niet van kleine Europese vormen afstamden.
Het holotype is QM F 37414, een schedeldak. Een veertigtal verdere specimina is in 2004 en 2015 toegewezen. Volgens Warren werden er minstens vijf individuen verzameld op de vindplaats, alle in omvang verschillend. De diversiteit aan formaten gaf aan dat de collectie zowel volwassen als juvenielen omvatte.

## Beschrijving
Ossinodus is qua gewicht vergelijkbaar met moderne Chinese reuzensalamanders. Door een vergelijking met andere tetrapoden van het Laat-Devoon, werd geschat dat hij een tot twee meter lang was. Gebit en habitat suggereren dat Ossinodus een piscivoor was.

### Schedel
Schedels van Ossinodus zijn breed en zwaar versierd. Versieringen omvatten diepe putten en richels over de hele schedel, op de wandbeenderen rond een verhoogd pariëtaal foramen, evenals op het bovenkaaksbeen. De putten op het bovenkaaksbeen en premaxilla zijn kleiner en fijner dan die op het schedeldak. Ossinodus verschilt van zustertaxa Pederpes en Whatcheeria omdat hun putjes groter zijn dan de kuilen bij Pederpes, waarbij de Whatcheeriidae meestal geen dermale putjes hebben.
Op het buitenoppervlak van de schedel zijn er geen externe sensorische sulci ofwel zijlijnkanalen zichtbaar. Maar bij nadere inspectie is het sensorische kanaal ingesloten in het quadratojugale en alleen aan de achterkant zichtbaar langs het binnenoppervlak. De choana is zichtbaar op het voorste binnenoppervlak van het bovenkaaksbeen. De oogkassen zijn klein en voorwaarts gelegen. De neusgaten bevinden zich vrij laag aan de zijkant van de schedel.
De aanwezigheid van een langwerpig supratemporaal-postpariëtaal raakvlak toonde aan dat het niet om een anthracosauriër ging. Zoals gedeeld met andere vroege tetrapoden, steken de tabularia  van Ossinodus iets naar achteren uit en zijn ook vrij kort. De zwakke hechtingen tussen het tabulaire-supraorbitale gebied en de squamosa suggereren enige beweeglijkheid van de achterste schedel ten opzichte van de snuit.

### Gebit
Ossinodus heeft ongeveer vierendertig tanden langs de bovenkaak en een binnenste rij tanden op het verhemeltebeen, ploegschaarbeen en ectopterygoïde. De maxillaire tanden zijn de grootste tanden bij Ossinodus. De tanden zijn distaal gekield in de vorm van een lanspunt en bevatten groeven die wijzen op een naar binnen plooien van het tandbeen. Bij een gebroken tand is zichtbaar dat de plooistructuur polyplocodont was - de pulpaholte niet rakend met het orthodentine enkelvoudig en onregelmatig tot de eerste graad gevouwen. Ossinodus-tanden worden ook gekenmerkt door donkere dentine langs de eerste vouw.

### Postcraniaal skelet
Sommige postcraniale skeletelementen zoals de interclavicula, het cleithrum en het scapulocoracoïde lijken op die van Whatcheeria. Cladistisch gezien groepeert dit Ossinodus met Whatcheeria en Pederpes. Het sleutelbeen en het interclavicula zijn ook versierd met diepe kuilen, dezelfde soort versieringen die de dermale schedelbeenderen sieren. Net als bij Ichthyostega en andere vroege tetrapoden, zijn de doornuitsteeksels dorsaal vierkant, met de voorste en achterste randen van de zijvlakken van het intercentrum naar buiten gerold en een vergroot pleurocentrum. De doornuitsteeksels staan rechtop en bij de gewrichtsuitsteeksels is de prezygapophysis is korter dan de postzygapophysis.
Zoals bij de meeste basale tetrapoden, steken de abductorbladen van het dijbeen distaal uit, met een groef die het blad scheidt van de dijbeenkop. Lengte en dikte zijn afhankelijk van de grootte van het individu. Het scheenbeen is breed, plat en weinig ingesnoerd. Het opperarmbeen is bedekt met talrijke asymmetrische putjes.
Het meest opvallende Ossinodus-bot is een gebroken spaakbeen. Langs de rand van de extensor- en flexoroppervlakken zijn er prominente richels zoals die te vinden zijn bij vroege tetrapoden. Zoals bij Acanthostega, Pederpes en Ichthyostega zijn de spaakbeenderen kort en weinig ingesnoerd.

## Fylogenie
De naaste verwanten van Ossinodus zijn Whatcheeria en Pederpes. Deze verwantschap wordt bepaald door overeenkomsten in postcraniale skeletsynapomorfieën. Ossinodus onderscheidt zich echter van de twee op basis van het verschil in grootte tussen de schedelbotten en de ledematen. Hoewel vergelijkbaar in skeletkenmerken, was een volwassen Ossinodus meestal groter dan een volgroeide Whatcheeria of Pederpes.
De schedel van Ossinodus is breder, ondieper en meer langwerpig dan Whatcheeria-schedels, omdat Whatcheeria-schedels meer diepte hebben vanwege hun jugale inkeping. De versieringen versierd door de dermale schedel- en skeletbeenderen zijn duidelijker en nemen meer oppervlakken bij Ossinodus in dan de andere twee taxa.
Er is sterke steun voor de groepering van Ossinodus met Whatcheeria en Pederpes, aangezien er fylogenetische bomen zijn gegenereerd die ze consequent als een trichotomie plaatsen. Er is discussie over de vraag of Ossinodus een zustertaxon is van Whatcheeria en Pederpes of dat Ossinodus misschien de stam is van de twee andere taxa. Gebaseerd op de beschrijvingen van Warren en Turner, vertoont Ossinodus meer basale kenmerken dan Whatcheeria en Pederpes en zou dus mogelijk een zustertaxon kunnen zijn, ouder dan de latere twee.
Er is echter ook aanzienlijke twijfel geweest over deze status van Ossinodus. Het taxon was überhaupt de eerste basale tetrapode gevonden uit het Carboon van Australië. Zijn late voorkomen zou een lange verborgen ontwikkelingslijn impliceren. Daarbij maakt de fragmentarische aard van de fossielen het mogelijk dat het toch een chimaera zou zijn, een samenraapsel van resten van verschillende dieren.

## Paleobiologie

### Paleopathologie
Er is een gebroken rechterspaakbeen gevonden dat licht schijnt op het vroege gedrag van tetrapoden. Het suggereert dat ze een aanzienlijk deel van hun tijd op het land moeten hebben doorgebracht. Toepassing van de eindige-elementenmethode toont dat de hoeveelheid kracht die nodig is om de schade aan het bot op te lopen alleen opgewekt kan worden door een val van een bepaalde hoogte. Het is niet zeker of Ossinodus voornamelijk in het water of op het land leefde, maar het is veilig om te zeggen dat hij zowel in het water als op het land tijd doorbracht.
Ossificatie langs het breukpunt vertegenwoordigt een van de vroegste tekenen van botgenezing bij vroege tetrapoden. Het genezingsproces produceerde een callus nabij het proximale uiteinde.

### Habitat
Van vroege tetrapoden was bekend dat ze het grootste deel van hun tijd in water doorbrachten, vaak met alleen hun hoofd naar boven stekend. Analyse door middel van een CT-scan toont echter aan dat de as van trabeculaire uitlijning op het gebroken spaakbeen bijna parallel ligt aan de lange as van het bot, wat suggereert dat het spaakbeen zich constant opbouwde als reactie op het ondersteunen van een zware belasting. De enige manier waarop het spaakbeen onder constante druk zou kunnen staan, is het een aanzienlijke hoeveelheid tijd op het land doorbrengen. Er zijn twee exemplaren waarvan de achterpoten wijzen op aquatische voortbeweging, dus Ossinodus zou een cruciale overgangssoort kunnen zijn. Een klein gevonden dijbeen, waarvan wordt aangenomen dat het tot een juveniel behoort en dat vergeleken is met een dijbeen uit de Horton Bluff-formatie, suggereert dat jongere exemplaren meer aquatisch waren dan oudere exemplaren.
Naast het gebroken spaakbeen, is de synapomorfie van het ingesloten sensorische kanaal ook indicatief voor tetrapoden die aquatische milieus verlaten. Deze fenomenen zijn belangrijk voor het begrijpen van de overgang van water naar land.

## Paleo-omgeving
De Middle Paddock-vindplaats, waar het Ossinodus-exemplaar werd verzameld, is georganiseerd als een progradationeel deltaïsch systeem, wat betekent dat er een bovenlaag is met sedimentaire patronen die cyclische overstromingsgebieden vertonen, die op een rivieromgeving duiden. De onderste laag bevat afwisselende lagen van door golven beïnvloede siltsteen, zandsteen en kalksteen.
Op de vindplaats werden ook verschillende waterfossielen ontdekt, wat opnieuw suggereert dat deze vroege tetrapode naast aquatische soorten leefde. De waterfauna die op de vindplaats is teruggevonden, omvat longvissen en haaien.